# Eleutherodactylus eunaster
Espèce
Statut de conservation UICN

 CR A3c : 
En danger critique
Eleutherodactylus eunaster est une espèce d'amphibiens de la famille des Eleutherodactylidae.

## Répartition
Cette espèce est endémique d'Haïti. Elle se rencontre de 575 à 1 300 m d'altitude dans le massif de la Hotte.

## Description
Les femelles mesurent jusqu'à 21 mm.

## Publication originale
- Schwartz, 1973 : Six new species of Eleutherodactylus (Anura, Leptodactylidae) from Hispaniola. Journal of Herpetology, vol. 7, no 3, p. 249-273.